# Armin Maus
Armin Wolfgang Maus (* 24. Juni 1964 in Beirut, Libanon) ist ein deutscher Journalist. Er war bis Anfang 2021 alleiniger Chefredakteur der Tageszeitung Braunschweiger Zeitung.

## Leben
Maus studierte an der Universität Regensburg Politologie, Soziologie und Geschichte.
Seine journalistische Laufbahn begann Armin Maus 1987 mit einem Volontariat bei der Mittelbayerischen Zeitung in Regensburg. Ab März 2001 wurde er Redaktionsleiter der Hauptausgabe derselben Zeitung.
Von Mai 2003 bis August 2005 war er stellvertretender Chefredakteur der Braunschweiger Zeitung (BZ).
Vom 1. September 2005 bis zum 30. Juni 2010 war er Chefredakteur der in Bamberg beheimateten Tageszeitung  Fränkischer Tag (FT).
Vom 1. Juli 2010 bis Februar 2021 war Armin Maus Chefredakteur der Braunschweiger Zeitung. Seit April 2021 ist Maus Sprecher der Geschäftsführung der Autostadt GmbH in Wolfsburg.